# John Carl Parker
Pour les articles homonymes, voir Parker.
John Carl Parker est un compositeur de musiques de séries télévisées né en 1926.

## Filmographie
- 1955 : Gunsmoke ("Gunsmoke") (série télévisée)
- 1965 : Les Mystères de l'Ouest ("The Wild Wild West") (série télévisée)
- 1968 : The Further Perils of Laurel and Hardy
- 1970 : Cutter's Trail (TV)
- 1971 : Cannon (TV)
- 1972 : Les Rues de San Francisco ("The Streets of San Francisco") (série télévisée)
- 1972 : M.A.S.H. ("M*A*S*H") (série télévisée)
- 1972 : Assignment Vienna (série télévisée)
- 1973 : Barnaby Jones (série télévisée)
- 1973 : The Man Who Died Twice (TV)
- 1973 : Police Story (série télévisée)
- 1974 : Dirty Sally (série télévisée)
- 1974 : Strange Homecoming (TV)
- 1975 : The Secret Night Caller (TV)
- 1976 : Law of the Land (TV)
- 1976 : Executive Suite (en) (série télévisée)
- 1977 : Bunco (TV)
- 1977 : In the Glitter Palace (TV)
- 1978 : Dallas ("Dallas") (série télévisée)
- 1978 : Secrets of Three Hungry Wives (TV)
- 1979 : The Girls in the Office (TV)
- 1980 : Witches' Brew (en) de Richard Shorr et Herbert L. Strock
- 1980 : The Great Cash Giveaway Getaway (TV)